# Ladislav Nedorost
Ladislav Nedorost (* 28. října 1964) je český politik, v 90. letech 20. století poslanec České národní rady a Poslanecké sněmovny za SPR-RSČ, později za ČSSD.

## Biografie
Ve volbách v roce 1992 byl zvolen do ČNR, jako poslanec za Sdružení pro republiku – Republikánskou stranu Československa (volební obvod Severomoravský kraj). Zasedal v ústavněprávním výboru.
Po vzniku samostatné České republiky v lednu 1993 se ČNR transformovala na Poslaneckou sněmovnu Parlamentu České republiky. V ní zasedal do voleb v roce 1996. Poslanecký klub SPR-RSČ opustil v květnu 1993. Od září 1994 byl členem poslaneckého klubu ČSSD. Mezitím byl do června 1993 nezařazeným poslancem, pak vstoupil do klubu Hnutí za samosprávnou demokracii – strany Moravy a Slezska, který sice jménem upomínal na stranu Hnutí za samosprávnou demokracii - Společnost pro Moravu a Slezsko (HSD-SMS), ale byl proti ní vymezen, protože nesouhlasil s transformací HSD-SMS na Hnutí samosprávné demokracie Moravy a Slezska. Na činnosti klubu se podílela Moravská národní strana. V dubnu 1994 se Nedorost stal předsedou této poslanecké frakce. Krátce poté ale právě v důsledku Nedorostova nástupu do předsednické funkce klub opustilo několik poslanců napojených na Moravskou národní stranu a klub Hnutí za samosprávnou demokracii – strany Moravy a Slezska fakticky zanikl. Nedorost pak byl po několik měsíců opět nezařazeným poslancem, aby v září 1994 přešel do klubu ČSSD. Zároveň se tehdy stal i členem místní organizace ČSSD v Havířově.
V dubnu 1997 se uváděl jako kandidát ČSSD na post ve výboru Fondu dětí a mládeže. Na přelomu století se zmiňuje jako ředitel odboru tělovýchovy a sportu na ministerstvu školství. K roku 2011 působil jako vedoucí oddělení vnějších vztahů a strategického rozvoje města Havířov.
V komunálních volbách roku 1998 a komunálních volbách roku 2002 neúspěšně kandidoval do zastupitelstva města Havířov za ČSSD. Profesně je zmiňován coby báňský inženýr a státní úředník.